# Катаро-тунисские отношения
Катаро-тунисские отношения — двусторонние дипломатические отношения между Катаром и Тунисом. Катар — крупный инвестор в Тунисе, занимающий второе место в мире по объёму прямых иностранных инвестиций в Тунис. Две страны ещё больше сблизились с приходом к власти в Тунисе в 2011 году Партии возрождения.

## Дипломатическое представительство
Катар имеет своё посольство в городе Тунисе, столице Туниса. Посольство Туниса расположено в Дохе, столице Катара.

## Дипломатические визиты
В июне 2017 года, во время катарского дипломатического кризиса, министр иностранных дел Катара Султана бин Саад аль-Мураихи встретился с президентом Туниса Беджи Каидом Эс-Себси, чтобы обсудить международные вопросы, представляющие интерес.

## Сотрудничество

### Политическое
Во время правления президента Туниса Зина аль-Абидина Бен Али катарская  телекомпания Аль-Джазира часто критиковала его действия, а также позитивно относилась к тунисской революции, приведшей к изгнанию Бен Али в 2011 году.
Отношения между Катаром и Тунисом существенно улучшились в 2011-2013 годах, когда кандидат от движение "Ан-Нахда" Хамади Джебали занял пост премьер-министра Туниса по итогам выборов в Национальное учредительное собрание. Сотрудничество во всех областях постепенно набирает обороты; например, правительства двух стран подписали десять двусторонних соглашений в 2012 году. Одно из соглашений, позволяет тунисским военнослужащим вступать в ряды Вооружённых сил Катара.
После поражения Партии возрождения на выборах 2014 года Катар продолжил поддерживать правительство Туниса в виде финансовой помощи и кредитов. Две самые влиятельные новостные катарские организации Аль-Араби аль-Джадид и Аль-Джазира показывают Тунис в позитивном ключе.
Посол Катара в Тунисе выделил Тунису 2,2 миллиона долларов для проведения международной инвестиционной конференции в ноябре 2016 года. Кроме того, в ходе конференции, Катар пообещал помощь Тунису в размере 1,25 миллиарда долларов в рамках усилий по улучшению экономики этой африканской страны.
Катаро-тунисский совместный комитет был создан для обсуждения вопросов, представляющих взаимный интерес.

#### Катарский дипломатический кризис 2017 года
5 июня 2017 года ряд государств во главе с Саудовской Аравии разорвали отношения с Катаром. Тунис принял нейтральную позицию по этому вопросу, призвав стороны на ведение переговоров по урегулированию противоречий.
Монсеф Марзуки, президент Туниса в 2011-2014 годах, поддержал позицию Катара против блокады своей страны.

### Экономическое
Катар является одним из крупнейших арабских инвесторов в Тунисе. Инвестиции Катара в Тунис в 2015 году превысили показатель в 4 млрд катарских риалов, что делает Катар наиболее важных арабским партнер Туниса и вторым его самым важным глобальным партнёром по объёму прямых иностранных инвестиций.